# مطار إبراء
مطار إبراء (إيكاو: OOIA) هو مطارٌ يخدم ولاية إبراء، وهي بلدةٌ في محافظة شمال الشرقيَّة في سلطنة عمان.
تقع منارة الراديو إزكي (المُعرف IZK) على بعد 42.6 ميلًا بحريًا (79 كم) إلى الشمال الغربي من المطار. كما تقع منارة الراديو السيب (المُعرف MCT) على بعد 53.4 ميلًا بحريًا (99 كم) إلى الشمال الغربي من المطار.

## روابط خارجية
- تاريخ الحوادث لـ (Ibra Airport) على شبكة سلامة الطيران.